# Barges (Côte-d'Or)
Barges è un comune francese di 467 abitanti situato nel dipartimento della Côte-d'Or nella regione della Borgogna-Franca Contea.

## Società

### Evoluzione demografica
Abitanti censiti